# Кинематографија Русије
Руска кинематографија настала је у Руској империји, широко развијена у Совјетском Савезу и у годинама након његовог распада, руска филмска индустрија ће остати међународно призната. У 21. веку руска кинематографија је постала популарна на међународном нивоу захваљујући хитовима као што су Кућа лудака, Ноћна стража и Брат. Московски међународни филмски фестивал почео је у Москви 1935. године. Награда Ника је главна годишња национална филмска награда у Русији.

## Кинематографија Царске Русије
Прве филмове виђене у Руској империји донела су браћа Лумијер, који су у мају 1896. излагали филмове у Москви и Санкт Петербургу. Истог месеца, камерман Lumiere Камил Серф снимио је први филм у Русији, снимивши крунисање Николаја II у Кремљу.
Александар Дранков продуцирао је први руски наративни филм Стенька Разин, заснован на догађајима испричаним у популарној народној песми, у режији Владимира Ромашкова. Ладислас Старевич је 1910. снимио први руски анимирани филм (и први кадар по кадар луткарски филм са причом) – Lucanus Cervus. Међу истакнутим руским филмским ствараоцима тог доба били су Александар Ханжонков и Иван Мозжухин, који су снимили Одбрану Севастопоља 1912. Јаков Протазанов је снимио Одлазак великог старца, биографски филм о Лаву Толстоју.
Током Првог светског рата увоз је драстично опао, а руски филмски ствараоци су испалили антинемачке, националистичке филмове. Године 1916. у Русији је снимљено 499 филмова, што је више од три пута више него само три године раније.
Руска револуција донела је више промена, са низом филмова са антицаристичким темама. Последњи значајан филм тог доба, снимљен 1917. године, отац Сергије ће постати прво ново филмско издање совјетске ере.
- Василиј Гончаров, пионир филмске индустрије
- Витолд Полонски и Вера Карали у филму По́сле сме́рти Јевгенија Бауера (филм из 1915.)
- Иван Мосјоукине као насловни лик у Волкововом / Протазановом филму из 1917. Отац Сергије. Био је то последњи филм ере Руске империје

## Кинематографија Совјетског Савеза

### Рана совјетска кинематографија (1917–1953)
Иако је руски био доминантан језик у филмовима током совјетске ере, кинематографија Совјетског Савеза је обухватала Јерменске ССР, Грузијске ССР, Украјинске ССР и, у мањој мери, Литванске ССР, Белоруске ССР и Молдавске ССР филмове. Током већег дела историје Совјетског Савеза, са значајним изузецима 1920-их и касних 1980-их, филмски садржај је био строго ограничен и подложан цензури и бирократској државној контроли.
Развој совјетске филмске индустрије био је веома иновативан и повезан са покретом конструктивистичке уметности. Године 1922-3, Кино-Фот је постао први совјетски филмски часопис и одражавао је конструктивистичке ставове свог уредника Алексеја Гана.
Као и код већине совјетске уметности током 1920-их, филмови су се бавили главним друштвеним и политичким догађајима тог времена. Вероватно најважнији филм овог периода био је Оклопњача Потемкин Сергеја Ајзенштајна, не само због приказа догађаја који су довели до Револуције 1905. године, већ и због иновативних кинематографских техника, као што је употреба jump-cuts технике за постизање политичких циљеве. Други значајни филмови из тог периода су Мати Всеволода Пудовкина (1926) и Човек са камером Дзига Вертова (1929).
Међутим, са консолидацијом стаљинистичке власти у Совјетском Савезу и појавом социјалистичког реализма као државне политике, која се са сликарства и скулптуре пренела на филмско стваралаштво, совјетски филм је постао подложан готово потпуној државној контроли.
Популарни филмови објављени 1930-их укључују мјузикле Цирк, Јоли Феловс и Волга-Волга са главном глумицом тог времена Љубовом Орловом.
Током 1930-их и 1940-их Ајзенштајн је режирао два историјска епа – Александра Невског (1938) и Ивана Грозног (1944).
Непосредно по завршетку Другог светског рата објављени су совјетски филмови у боји као што су Камени цвет (1947), Skazanije o zemlje Sibirskoj (1947) и Кубански козаци (1949). Совјетски филмови су постигли значајан успех критике од 1950-их па надаље, делом као резултат, слично као и кинематографија у другим земљама источног блока, јер су одражавали напетост између независне креативности и исхода вођених државом.

### Касна совјетска кинематографија (1953–1991)
Крајем 1950-их и раних 1960-их совјетским филмским ствараоцима је дато мање ограничено окружење, а док је цензура остала, појавили су се филмови који су почели да се признају изван совјетског блока, као што је Балада о војнику која је 1961. освојила награду БАФТА за најбољи филм и добитник Златне палме из 1958. Ждралови лете. Visota (1957) се сматра једним од најбољих филмова 1950-их (такође је постао темељ Бард покрета). Ипак, неки важни филмови нису добили широку продају; Асјина срећа (1966), Комиссар (1967), Кратки сусрети (1967).
Најхваљенији руски режисер 1960-их и 1970-их био је Андреј Тарковски, који је режирао револуционарне уметничке филмове Иваново детињство, Андреј Рубљов, Соларис, Огледало и Сталкер.
Најпопуларнији совјетски филмови тог доба биле су комедије у режији Леонида Гајдаја, Елдара Рјазанова и Георгија Данелије, као што су Карневалска ноћ (1956), Иронија судбине (1976), Кавказская пленница (1967), Операция „Ы“ и другие приключения Шурика (1965), Дванаест столица (1976), Балада о Москви (1964), Джентльмены удачи (1971).
Совјетски филмски ствараоци су такође произвели многе историјске авантуристичке филмове, као што су Д'Артањан и Три мускетара и Гардемарины, вперёд!. Међу њима су постали популарни и „ остерни “, совјетска варијација на вестерне. Примери Остерна укључују Бело сунце пустиње (1970), Коњаник без главе (1972), Вооружён и очень опасен (1977), Човек са Булевара Капуцина (1987). На ТВ-у су преовлађивале мистериозне и шпијунске мини серије, као што су Седамнаест тренутака пролећа, Место састанка се не може променити, Следствие ведут ЗнаТоКи и верна адаптација прича о Шерлоку Холмсу са Василијем Ливановом у улози Холмса.
Одговарајућа количина драма из Другог светског рата снимљених 1970-их и 1980-их је међународно призната, од којих су неке Ослобођење (1971), Зоре су овде тихе (1972), Они су се борили за отаџбину (1975), Уздизање  (1977) и Дођи и види (1985).
Осамдесетих година 20. века, признати руски редитељ Андреј Кончаловски био је први филмски стваралац који је постигао успех у Холивуду. У Америци је режирао Маријини љубавници, Помахнитали воз и Танго & Кеш.
Са почетком Перестројке и Гласности средином 1980-их, појавили су се совјетски филмови који су почели да обрађују раније цензурисане теме, као што су зависност од дроге, Игла, и сексуалност и отуђење у совјетском друштву, Мала Вера.
Неколико совјетских филмова добило је Оскаре; Рат и мир, Дерсу Узала, Москва сузама не верује.

Неки од популарних глумаца совјетског периода били су Инокентије Смоктуновски, Олег Јанковски, Андреј Миронов, Никита Михалков, Владимир Висоцки, Василиј Лановој, Татјана Самојлова, Маргарита Терехова, Барбара Брилска, Јелена Коренева.
- Сергеј Герасимов, чија најстарија филмска школа на свету, ВГИК, носи његово име
- Лиубов Орлова
- Андреј Кончаловски
- Леонид Каневски

## Нови руска кинематографија

### 1990-их
Руска кинематографија 90-их добила је нове карактеристике и теме. Многи филмови тог времена бавили су се стаљинизмом.
Чекист у режији Александра Рогожкина била је драма смештена у период црвеног терора и причала је причу о вођи Чекa који се постепено распада. Приказан је у одељку Un Certain Regard на Филмском фестивалу у Кану 1992.
Драма Узаврело сунце (1994) Никите Михалкова смештена је у малу сеоску заједницу у време када стаљинизам почиње да ремети њихово идилично повлачење и мења њихове карактере и судбине. Филм је добио Оскара за најбољи филм на страном језику и Grand Prix du Jury на Филмском фестивалу у Кану 1994.
У контексту руске историје Другог светског рата, Павел Чухрај је снимио Лопов (1997), филм о мајци која се романтично везује за криминалца који глуми официра. Филм је награђен са 6 националних награда Ника, добио је специјалну награду у Венецији и постао номинован за Оскара.
Један од првих комерцијално успешних постсовјетских филмова била је крими драма Брат у режији Алексеја Балабанова. Приказан је као део секцијеUn Certain Regard на Филмском фестивалу у Кану 1997.
Земља глувих (1998) Валерија Тодоровског, комедија по сценарију Ренате Литвинове пародирала је Русију 90-их. У њему је описано путовање две пријатељице ухваћене у борби два клана – глувих и чујућих. Пријављен је на 48. Берлински међународни филмски фестивал.
Године 1997. Александр Сокуров је остварио међународни пробој са уметничком драмом Мајка и син. Освојио је Специјално Сребрно признање Светог Ђорђа на 20. Московском међународном филмском фестивалу 1997. године.
Филм из 1998. Хрустаљов, мој ауто! у режији Алексеја Германа описао је последње дане стаљинистичке Русије. Пријављен је за филмски фестивал у Кану 1998.
У међународној копродукцији филм Исток/Запад (1999) са Сандрин Бонер и Катарин Денев у главним улогама испричао је причу о емигрантској породици која живи у стаљинистичком СССР-у.
Сатирична мелодрама Дмитрија Месхијева, Женска имовина (1999) описује љубавну везу између младе студенткиње и старије глумице која је неизлечиво болесна. Њена смрт доводи протагонистку да се суочи са горком усамљеношћу. У филму је играо глумац Константин Хабенски у раној главној улози.
Култна крими комедија 8 ½ $ (1999) са Иваном Оклобистином и Фјодором Бондарчуком у главним улогама била је сатирична слика Русије из 1990-их. Прича причу о режисеру телевизијских реклама који се упушта у романтичну везу са девојком гангстера.

### 2000-те
Повратак Андреја Звјагинцева (2003), добитник награде Златни лав, приказује животни тест два брата када се њихов отац изненада враћа и достиже дубок скоро мистични ниво.
Руски ковчег (2003) Александра Сокурова, снимљен у једном 96-минутном кадру у руском Ермитажу, је нарација из снова која говори о класичној руској култури која плови у Ковчегу.
Ноћна стража је била један од првих блокбастера снимљених након колапса совјетске филмске индустрије, био је то натприродни трилер из 2004. у режији Тимура Бекмамбетова са Константином Хабенским у главној улози заснован на истоименој књизи Сергеја Лукјаненка. Уследио је наставак Дневна стража (2006).
Серијализовани романи Бориса Акуњина смештени у предреволуционарну Русију развијају се око измишљених авантура Ераста Фандорина у три популарна филма: Азазел (2002), Турски гамбит (2005) и Државни саветник (2005).
Живот православног манастира и њихова хришћанска чуда описани су у филму Острво (2006) Павла Лунгина. Филм је приказан ван конкуренције на 63. Међународном филмском фестивалу у Венецији и добио је награде Златни орао и Ника.
Један од највећих руских хитова свих времена била је романтична комедија Тимура Бекмамбетова Иронија судбине 2, режирана 2007. као наставак филма из 1976. године.
Музички филм Хипстери из 2008. редитеља Валерија Тодоровског о начину живота младих у Совјетском Савезу 1950-их, постигао је успех на благајнама. Добио је награде Златни орао и Ника за најбољу слику.

### 2010
Године 2010. објављена је комична антологија филма Јелке у продукцији Тимура Бекмамбетова. Изнедрио је пет наставака и један спин-офф.
Како сам завршио ово лето Алексеја Попогребског, филм снимљен на удаљеној Чукотки освојио је Златног медведа на Берлинском филмском фестивалу 2010.
Исте године уметнички филм Тихе душе Алексеја Федорченка освојио је Златну Оселу на Венецијанском филмском фестивалу за најбољу камеру.
Један од најуспешнијих филмова снимљених са холивудским глумцима била је комедија Чекање на срећу (из 2011. у којој Мила Јововић игра главну женску улогу.
Последњих година најважнији руски филмски стваралац који је ушао у Холивуд је Тимур Бекмамбетов, продуцент и редитељ блокбастер филмова. У Сједињеним Државама режирао је Абрахам Линколн: Ловац на вампире (2012) и Бен-Хур (2016).
Ратни еп Стаљинград у режији Фјодора Бондарчука 2013. поставио је нове рекорде на благајнама у Русији и иностранству.
Године 2014, Левијатан Андреја Звјагинцева био је уврштен на Филмски фестивал у Кану 2014. и номинован за најбољи страни филм на 87. додели Оскара. Добио је Златни глобус за најбољи филм на страном језику.
Андреј Кончаловски добио је Сребрног лава за најбољу режију на 73. Међународном филмском фестивалу у Венецији за своју црно-белу драму о холокаусту Рај 2016. Претходно је добио Сребрног лава за Беле ноћи поштара Алексеја Трјапицина 2014. године .
Филм катастрофе Ekipāža, редитеља Николаја Лебедева са глумцем Данилом Козловским, постигао је велики успех на благајнама 2016.
Спортска драма Движение вверх Антона Мегердичева из 2017. је најпрофитабилнији филм периода 2010-их.
Почевши од 2003. године, руска индустрија анимације почела је да производи филмове који су профитабилни у земљи и иностранству. Неке од њих су Снежна краљица 1, 2, 3, Маша и медвед, Смешарики, Добриња Никитич и Змеј Гориницх.
Последњих година многи руски филмови су добили широка издања у Кини, и повећан је број планираних руско-кинеских копродукција. Неколико филмова које су продуцирали Русија и Кина су  Виј — Повратак, Тајна змајевог печата са Џекијем Ченом и Арнолдом Шварценегером у главним улогама, Снежна краљица 3: Ватра и лед и Куацкерз.

## Руска филмска продукција
Постоји око 400 приватних производних компанија. Они немају сопствене капацитете за прављење филмова и стога морају да изнајмљују просторе и опрему од својих квалификованих партнера. Постоји 35 филмских студија (од тога 9 државних) који су главни сервис за изнајмљивање простора. Студији имају 107 павиљона за снимање. На руском тржишту постоје 23 приватне компаније које своју опрему свих врста изнајмљују производним тимовима.

### Водеће производне компаније на тржишту
Листу сачињава Фондација кинематографије Русије. Омогућава компанијама да добију финансијску подршку владе. У 2017. број тржишних лидера је повећан на 10 компанија.
- Bazelevs Company коју води Тимур Бекмамбетов
- Art Pictures Studio који воде Фјодор Бондарчук и Дмитриј Рудовски
- СТВ који води Сергеј Сељанов
- Trite који води Никита Михалков
- Enjoy Movies који воде браћа Андреасјан и Георгија Малкова
- Non-Stop Production коју воде Александар Родњански, Сергеј Мелкумов
- Central Partnership део Газпром холдинга
- Film Direction коју води Анатолиј Максимов
- Profit коју води води Игор Толстунов
- VBD Group

### Листа филмова са највећом зарадом
Према Kinopoisk.ru, руски филмови са највећом зарадом од почетка 2020. су следећи: Списак руских филмова са највећом зарадом.
Напомена: Ова листа не укључује раније совјетске филмове, који су посебно наведени на листи филмова са највећом зарадом у Совјетском Савезу.

### Филмска дистрибуција
Постоји 600 компанија које пуштају филмове широм Русије, укључујући 105 ланаца биоскопа и 495 независних биоскопа. Ланац компанија састоји се од 29 савезних, 19 регионалних и 57 локалних позоришта. Према Neva Research-у, од 1. јула 2016. у Русији је било 1.227 биоскопа са 4.067 платна. Десет великих биоскопских компанија држи 346 биоскопа са 1.772 платна, што одговара 43,6% укупног износа.
2015. године сви биоскопи су коначно дигитализовани. Почетком 2016. године Русија има 33 биоскопа са 4Д технологијом, 80 биоскопа са врхунским озвучењем, 43 биоскопа са 3Д ИМАКС ефектом.

## Награде
- Награда Ника
- Награда Златни орао
- Руско удружење филмских критичара
- ТЕФИ

## Фестивали
- Московски међународни филмски фестивал
- Кинотавр (у Сочију)
- Пацифички меридијан (у Владивостоку)
- Киношок (у Анапи)

## Познате школе кинематографије
- Институт за кинематографију Герасимов (за који се тврди да је најстарија филмска школа на свет [11])
- Њујоршка филмска академија, кампус у Москви[12]
- Московска међународна филмска школа[13]